# Dag Solhaug
Dag Solhaug, född 11 januari 1964, är en svensk före detta friidrottare (diskus). Han tävlade för SK Bore och IF Göta.
Vid VM i friidrott i Göteborg 1995 deltog han i diskuskastningen men slogs ut i kvalet.